# Persone di nome Alessandro/Politici
| Questa pagina contiene informazioni ricavate automaticamente dalle voci biografiche con l'ausilio del template Bio e di un bot. L'aggiornamento è periodico e automatico e ricostruisce completamente la pagina. Se manca una persona in questa lista, sei pregato di non aggiungerla, ma accertati piuttosto che la sua voce biografica contenga il template Bio e che i dati anagrafici siano correttamente compilati. Se il template Bio manca, inseriscilo tu stesso o, in alternativa, metti l'avviso {{tmp\|Bio}} che ne segnala la mancanza. Se i dati riportati sono sbagliati, correggi direttamente la voce biografica; le modifiche saranno visibili in questa lista entro pochi giorni. Per chiarimenti vedi il progetto antroponimi. La lista contiene solo le 116 persone che sono citate nell'enciclopedia e per le quali è stato implementato correttamente il template Bio. Pagina aggiornata al 6 ago 2025. |

Questa è una lista di persone presenti nell'enciclopedia che hanno il nome Alessandro e sono politici.

## A(11)
- Alessandro Agucchi Legnani, politico italiano (Bologna, n. 1774 - Bologna, † 1853)
- Alessandro Albicini, politico italiano (Forlì, n. 1862 - Forlì, † 1941)
- Alessandro Aleandri, politico e scrittore italiano (Bevagna, n. 1762 - Bevagna, † 1838)
- Alessandro Alessandrini, politico italiano (Magione, n. 1891 - † 1963)
- Alessandro Alfieri, politico italiano (Varese, n. 1972)
- Alessandro Amitrano, politico italiano (Napoli, n. 1989)
- Alessandro Amorese, politico e saggista italiano (Carrara, n. 1974)
- Alessandro Andreatta, politico italiano (Trento, n. 1957)
- Alessandro Antichi, politico italiano (Grosseto, n. 1958)
- Alessandro Arcangeli, politico italiano (Macerata, n. 1910 - † 1954)
- Alessandro Asinari di San Marzano, politico e generale italiano (Torino, n. 1830 - Roma, † 1906)

## B(13)
- Alessandro Barattoni, politico italiano (Faenza, n. 1982)
- Alessandro Bartolomei, politico, chirurgo e militare italiano (Anghiari, n. 1885)
- Alessandro Basso, politico italiano (Spilimbergo, n. 1978)
- Alessandro Battilocchio, politico italiano (Roma, n. 1977)
- Alessandro Manuel Benvenuto, politico italiano (Venaria Reale, n. 1986)
- Alessandro Bergamo, politico italiano (Scalea, n. 1951)
- Alessandro Bermani, politico italiano (Novara, n. 1906 - Novara, † 1979)
- Alessandro Besana, politico italiano (Milano, n. 1814 - Parravicino, † 1897)
- Alessandro Bianchi, politico e urbanista italiano (Roma, n. 1945)
- Alessandro Bianchi, politico italiano (Oliena, n. 1965)
- Alessandro Bianchi, politico italiano (Oneglia, n. 1822 - Torino, † 1875)
- Alessandro Biggi, politico e scultore italiano (Carrara, n. 1848 - Fossola, † 1926)
- Alessandro Bottone di San Giuseppe, politico italiano (Gassino, n. 1799 - Leini, † 1858)

## C(18)
- Alessandro Calandrelli, politico e militare italiano (Roma, n. 1805 - Albano Laziale, † 1888)
- Alessandro Canelli, politico italiano (Novara, n. 1971)
- Alessandro Canestrari, politico e partigiano italiano (Marano Lagunare, n. 1915 - Verona, † 2006)
- Sandro Cantone, politico italiano (Pavia, n. 1922 - Cava Manara, † 2015)
- Alessandro Caramiello, politico italiano (Napoli, n. 1977)
- Alessandro Cardelli, politico e avvocato sammarinese (Borgo Maggiore, n. 1991)
- Alessandro Carlotti, politico italiano (Garda, n. 1809 - Verona, † 1867)
- Alessandro Carri, politico italiano (Reggio nell'Emilia, n. 1931)
- Alessandro Casalini, politico italiano (Rovigo, n. 1839 - Roma, † 1921)
- Alessandro Casati, politico e giornalista italiano (Milano, n. 1881 - Arcore, † 1955)
- Alessandro Cattaneo, politico italiano (Rho, n. 1979)
- Alessandro Cè, politico italiano (Castrezzato, n. 1955)
- Alessandro Centurini, politico italiano (Genova, n. 1830 - Roma, † 1916)
- Alessandro Ciriani, politico italiano (Pordenone, n. 1970)
- Alessandro Colli, politico italiano (n. 1803 - † 1884)
- Alessandro Colucci, politico italiano (Milano, n. 1974)
- Alessandro Cosimi, politico italiano (Livorno, n. 1955)
- Alessandro Costa, politico italiano (Carrara, n. 1929 - † 1992)

## D(7)
- Alessandro Dalla Via, politico italiano (Valdastico, n. 1941)
- Alessandro Danesin, politico italiano (Venezia, n. 1962)
- Alessandro De Gaglia, politico e avvocato italiano (Isernia, n. 1895 - La Spezia, † 1972)
- Alessandro Della Rovere, politico e generale italiano (Casale Monferrato, n. 1815 - Torino, † 1864)
- Alessandro Di Battista, politico, opinionista e scrittore italiano (Roma, n. 1978)
- Alessandro Dudan, politico, storico dell'arte e nobile italiano (Verlicca, n. 1883 - Roma, † 1957)
- Alessandro I da Correggio, politico italiano (n. 1550 - Medesano, † 1591)

## F(8)
- Alessandro Fabri, politico e medico italiano (Terni, n. 1850 - Terni, † 1922)
- Alessandro Ferretti, politico italiano (Visso, n. 1904 - † 1992)
- Sandro Fontana, politico italiano (Marcheno, n. 1936 - Brescia, † 2013)
- Alessandro Forlani, politico italiano (Roma, n. 1959)
- Alessandro Fortis, politico e militare italiano (Forlì, n. 1841 - Roma, † 1909)
- Alessandro Furnari, politico italiano (Taranto, n. 1976)
- Alessandro Fusacchia, politico italiano (Rieti, n. 1978)
- Alessandro Fè d'Ostiani, politico e diplomatico italiano (Brescia, n. 1825 - Roma, † 1905)

## G(6)
- Alessandro Gatta, politico italiano (Napoli, n. 1899 - † 1975)
- Alessandro Gerini, politico italiano (Firenze, n. 1897 - Roma, † 1990)
- Alessandro Giglio Vigna, politico italiano (Ivrea, n. 1980)
- Alessandro Giordano, politico italiano (Rocca San Casciano, n. 1926 - Novara, † 2012)
- Alessandro Gorini, politico e militare italiano (Torino, n. 1890 - Milano, † 1980)
- Alessandro Grassi, politico italiano (Giarre, n. 1816)

## L(1)
- Sandro Ladu, politico e medico italiano (Oristano, n. 1932 - Cagliari, † 2018)

## M(12)
- Alessandro Mancini, politico sammarinese (Città di San Marino, n. 1975)
- Alessandro Maran, politico italiano (Grado, n. 1960)
- Alessandro Marcello, politico italiano (Venezia, n. 1813 - Badoere, † 1871)
- Alessandro Mattioli Pasqualini, politico, diplomatico e nobile italiano (Cingoli, n. 1863 - Cingoli, † 1943)
- Alessandro Mazzoli, politico italiano (Frosinone, n. 1972)
- Alessandro Melchiori, politico e editorialista italiano (Ancona, n. 1901 - Lecce, † 1987)
- Alessandro Melicchio, politico italiano (Cosenza, n. 1985)
- Alessandro Menchinelli, politico e partigiano italiano (Carrara, n. 1924 - Roma, † 2013)
- Alessandro Michelini, politico italiano (Levaldigi, n. 1804 - Fossano, † 1864)
- Alessandro Montagnoli, politico italiano (Isola della Scala, n. 1973)
- Alessandro Morino, politico italiano (Edolo, n. 1909 - † 1969)
- Sandro Italico Mussolini, politico italiano (Milano, n. 1910 - Cesenatico, † 1930)

## N(3)
- Alessandro Naccarato, politico italiano (Bologna, n. 1969)
- Alessandro Natta, politico italiano (Imperia, n. 1918 - Imperia, † 2001)
- Alessandro Niccoli, politico italiano (Roma, n. 1916 - † 1999)

## P(14)
- Alessandro Pagano, politico italiano (San Cataldo, n. 1959)
- Alessandro Pallavicini, politico italiano
- Alessandro Palombi, politico italiano (Tivoli, n. 1976)
- Alessandro Panza, politico italiano (Domodossola, n. 1982)
- Alessandro Pardini, politico italiano (Brescia, n. 1951)
- Alessandro Pastacci, politico italiano (Quistello, n. 1974)
- Alessandro Pavolini, politico e giornalista italiano (Firenze, n. 1903 - Dongo, † 1945)
- Alex Pedrazzini, politico e militare svizzero (Mendrisio, n. 1951 - Locarno, † 2021)
- Alessandro Pelletta di Cortanzone, politico italiano (n. 1803 - † 1882)
- Alessandro Pellizzaroli-Vecellio, politico e diplomatico italiano (n. 1764 - † 1851)
- Alessandro Pernati di Momo, politico e magistrato italiano (Novara, n. 1808 - Torino, † 1894)
- Sandro Pertini, politico, giornalista e partigiano italiano (Stella, n. 1896 - Roma, † 1990)
- Gustavo Ponza di San Martino, politico italiano (Cuneo, n. 1810 - Dronero, † 1876)
- Alessandro Porro, politico italiano (Milano, n. 1814 - Milano, † 1879)

## R(6)
- Alessandro Rapinese, politico italiano (Como, n. 1976)
- Alessandro Reggiani, politico e avvocato italiano (Treviso, n. 1914 - Roma, † 1993)
- Alessandro Repetto, politico italiano (Carpeneto, n. 1940)
- Alessandro Rossi, politico sammarinese (Rimini, n. 1967)
- Alessandro Ruben, politico e avvocato italiano (Roma, n. 1966)
- Alessandro Rubino, politico italiano (Milano, n. 1956)

## S(8)
- Alessandro Sardi, politico italiano (Sulmona, n. 1889 - Roma, † 1965)
- Alessandro Scajola, politico e banchiere italiano (Frascati, n. 1939)
- Alessandro Scotti, politico italiano (Montegrosso d'Asti, n. 1889 - Costigliole d'Asti, † 1974)
- Alessandro Segni, politico e diplomatico italiano (n. 1633 - † 1697)
- Alessandro Sorte, politico italiano (Treviglio, n. 1984)
- Alessandro Spada, politico e nobile italiano (Terni, n. 1800 - Filottrano, † 1876)
- Alessandro Spagna, politico italiano (Siracusa, n. 1890 - † 1972)
- Alessandro Starnini, politico italiano (Rapolano Terme, n. 1956)

## T(5)
- Alessandro Tambellini, politico italiano (Lucca, n. 1955)
- Alessandro Tarabini, politico, generale e dirigente sportivo italiano (Cosio Valtellino, n. 1894 - Roma, † 1949)
- Alessandro Tasca, politico italiano (Palermo, n. 1874 - Palermo, † 1943)
- Alessandro Tomasi, politico italiano (Pistoia, n. 1979)
- Alessandro Turco, politico italiano (Castrovillari, n. 1869 - Castrovillari, † 1956)

## U(1)
- Alessandro Urzì, politico e giornalista italiano (Bolzano, n. 1966)

## V(2)
- Alessandro Valperga di Maglione, politico italiano (Valperga - Valperga, † 1817)
- Alessandro Vedani, politico italiano (Varese, n. 1967)

## Z(1)
- Alessandro Zan, politico e attivista italiano (Padova, n. 1973)